# Léon Eeckhoutte
Léon Eeckhoutte, né le 4 septembre 1911 à Fins (Somme) et est mort le 31 janvier 2004 à Toulouse (Haute-Garonne), est un homme politique français.

## Biographie
Léon Eeckhoutte est sénateur (PS) de 1971 à 1989 et président du conseil général de la Haute-Garonne.
Élu de Villemur-sur-Tarn, repéré pour sa culture (il est professeur au lycée Fermat de Toulouse), il succède à Eugène Montel à la présidence du conseil général de la Haute-Garonne après la mort de celui-ci en 1966. Élu sénateur, il gère le conseil général lors des lois de décentralisation. Il est remplacé par Pierre Izard à ce poste lors du renouvellement de génération lié à la venue de Lionel Jospin en Haute-Garonne.